# Урошевачки округ (УНМИК)
Урошевачки округ (алб. Rajoni i Ferizajt) је један од седам округа на подручју Косова и Метохије, по УНМИК-овој подели. Центар округа је Урошевац. У саставу овог округа налазе се општине: Урошевац, Штимље, Штрпце, Ђенерал Јанковић и Качаник.

## Оснивање
Припреме за стварање УНМИК-ових регионалних (обласних) структура на подручју Косова и Метохије отпочеле су већ током 1999. године. Решењем УНМИК-а (бр. 14) од 21. октобра 1999. године, на подручју Косова и Метохије установљене су функције регионалних администратора (Regional Administrators). Приликом доношења ове одлуке УНМИК је поштовао дотадашњу поделу на пет управних округа, тако да том приликом није био постављен посебан регионални администратор у Урошевцу, већ је ово подручје потпало под надлежност УНМИК-овог регионалног администратора за територију Приштинског округа.
Посебан УНМИК-ов Урошевачки округ створен је касније, након низа административних промена које су извршене током наредних година.